# Final da Copa do Mundo de Clubes da FIFA de 2007
A final da Copa do Mundo de Clubes da FIFA de 2007 foi disputada em 16 de dezembro de 2007, entre Boca Juniors, campeão da Copa Libertadores da América, e Milan, campeão da UEFA Champions League.
O Milan venceu a partida por 4-2, e conquistou seu primeiro título mundial com chancela da FIFA. O mexicano Marco Rodríguez foi o árbitro da partida.

## Partida

### O Jogo
Desde a primeira edição da Copa do Mundo de Clubes da FIFA em 2000, nenhum clube europeu havia vencido a competição. Corinthians, em 2000, São Paulo, em 2005, e Internacional, em 2006, fizeram a festa nas três primeiras edições, derrotando na final Vasco da Gama, Liverpool e Barcelona, respectivamente. Mas o Milan tratou de iniciar a hegemonia europeia no torneio naquele ano de 2007. A final daquela edição teve Milan de Dida, Gattuso, Pirlo, Kaká e Seedorf contra o Boca Juniors de Palermo, Palacio, Ibarra e Neri Cardozo. Os italianos não haviam digerido a derrota para os argentinos na Copa Intercontinental de 2003, nos pênaltis, por 3 a 1. Mas o time tinha a chance de ser campeão mundial com chancela da FIFA, contra as equipes de todos os continentes. Era um jogo histórico. E foi.
O Milan começou melhor e abriu o placar com Inzaghi, aos 21´. Apenas um minuto depois, Palacio empatou para o Boca. Se a primeira etapa foi de equilíbrio, a segunda foi de show rossonero, ou melhor, de Kaká. O zagueiro Nesta deixou o Milan na frente, aos 5´, Kaká fez um golaço aos 16´e deu um passe magistral para Inzaghi transformar a vitória em goleada: 4 a 1. O Boca ainda diminuiu com um gol contra de Ambrosini, mas nem assustou: Milan 4×2 Boca Juniors.
O time de Milão se consagrava campeão da Copa do Mundo de Clubes da FIFA de 2007. Foi a coroação definitiva de Kaká, que venceu naquele ano o prêmio de Melhor jogador do mundo pela FIFA, além de levar o prêmio de Melhor Jogador do Mundial. O Milan fazia história.

## Detalhes da partida

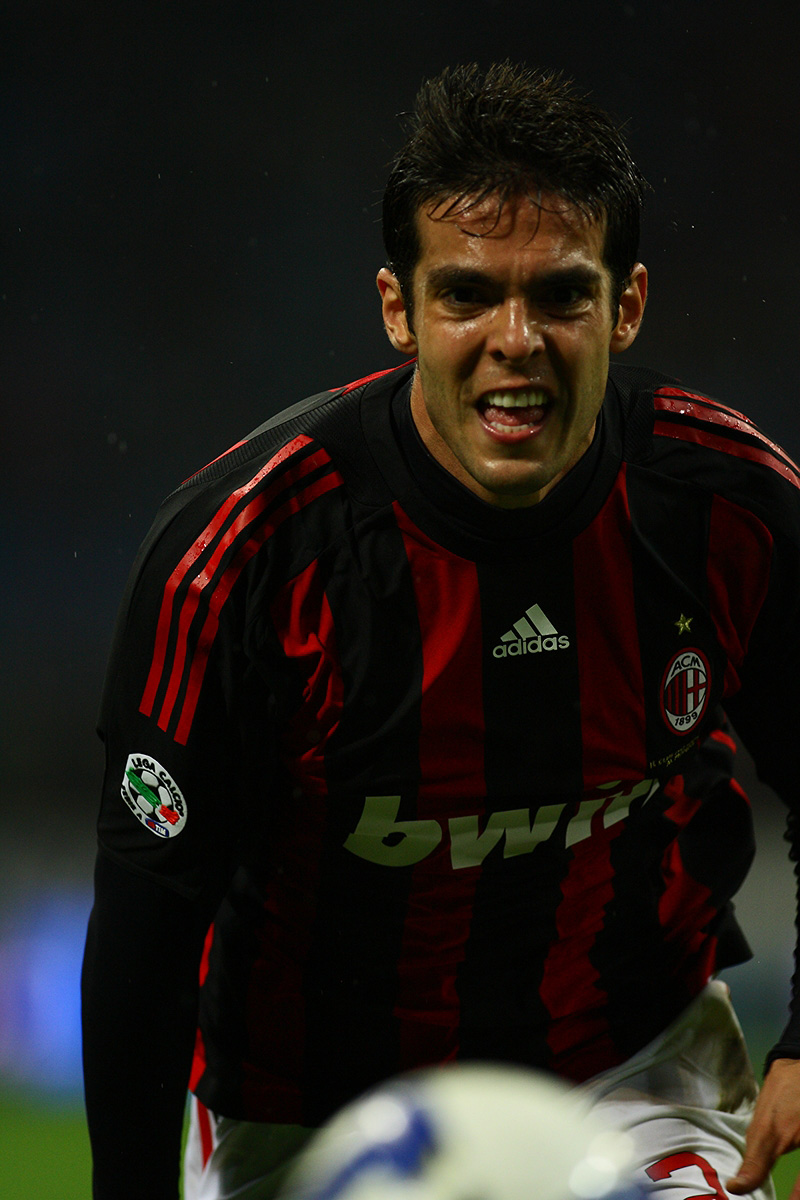
Com grande atuação e um gol marcado, Kaká foi eleito o "Homem do jogo".

| Boca Juniors | Milan |

| 16 de dezembro de 2007                                                |
| 19:30 - Internacional de Yokohama (Yokohama, Japão) - Público: 68.263 |

| Árbitro(s):                     |
| Principal: Marco Rodríguez      |
| Assistente 1: José Luís Camargo |
| Assistente 2: Pedro Rebollar    |

| Boca Juniors                     | 2 – 4 (1 – 1) | Milan                                   |
| Palacio 22' · Ambrosini 85' (GC) |               | Inzaghi 21', 71' · Nesta 50' · Kaká 61' |

| Boca Juniors \| 12 \| - Mauricio Caranta \| \| 4 \| - Hugo Ibarra \| \| 20 \| - Jonathan Maidana \| \| 29 \| - Gabriel Paletta 77' \| \| 3 \| - Claudio Morel Rodríguez 40' \| \| 5 \| - Sebastián Battaglia 55' \| \| 15 \| - Álvaro González \| \| 19 \| - Neri Cardozo \| \| 24 \| - Éver Banega \| \| 14 \| - Rodrigo Palacio \| \| 9 \| - Martín Palermo \| |                               |
| Substituição Álvaro González 8 Pablo Ledesma 88' Neri Cardozo 11 Leandro Gracián |                               |
| Treinador Miguel Russo |                               |
| |                               |
| 12 | - Mauricio Caranta            |
| 4 | - Hugo Ibarra                 |
| 20 | - Jonathan Maidana            |
| 29 | - Gabriel Paletta 77'         |
| 3 | - Claudio Morel Rodríguez 40' |
| 5 | - Sebastián Battaglia 55'     |
| 15 | - Álvaro González             |
| 19 | - Neri Cardozo                |
| 24 | - Éver Banega                 |
| 14 | - Rodrigo Palacio             |
| 9 | - Martín Palermo              |

| 12 | - Mauricio Caranta            |
| 4  | - Hugo Ibarra                 |
| 20 | - Jonathan Maidana            |
| 29 | - Gabriel Paletta 77'         |
| 3  | - Claudio Morel Rodríguez 40' |
| 5  | - Sebastián Battaglia 55'     |
| 15 | - Álvaro González             |
| 19 | - Neri Cardozo                |
| 24 | - Éver Banega                 |
| 14 | - Rodrigo Palacio             |
| 9  | - Martín Palermo              |

| Milan \| 1 \| - Dida \| \| 25 \| - Daniele Bonera \| \| 13 \| - Alessandro Nesta \| \| 4 \| - Kakhaber Kaladze 77' \| \| 3 \| - Paolo Maldini \| \| 8 \| - Gennaro Gattuso \| \| 21 \| - Andrea Pirlo \| \| 23 \| - Massimo Ambrosini 23' \| \| 22 \| - Kaká 62' \| \| 10 \| - Clarence Seedorf \| \| 9 \| - Filippo Inzaghi \| |                         |
| Substituição Gennaro Gattuso 5 Emerson Filippo Inzaghi 2 Cafu Clarence Seedorf 32 Cristian Brocchi |                         |
| Treinador Carlo Ancelotti |                         |
| |                         |
| 1 | - Dida                  |
| 25 | - Daniele Bonera        |
| 13 | - Alessandro Nesta      |
| 4 | - Kakhaber Kaladze 77'  |
| 3 | - Paolo Maldini         |
| 8 | - Gennaro Gattuso       |
| 21 | - Andrea Pirlo          |
| 23 | - Massimo Ambrosini 23' |
| 22 | - Kaká 62'              |
| 10 | - Clarence Seedorf      |
| 9 | - Filippo Inzaghi       |

| 1  | - Dida                  |
| 25 | - Daniele Bonera        |
| 13 | - Alessandro Nesta      |
| 4  | - Kakhaber Kaladze 77'  |
| 3  | - Paolo Maldini         |
| 8  | - Gennaro Gattuso       |
| 21 | - Andrea Pirlo          |
| 23 | - Massimo Ambrosini 23' |
| 22 | - Kaká 62'              |
| 10 | - Clarence Seedorf      |
| 9  | - Filippo Inzaghi       |

Homem do jogo
- Kaká